# 通用第二因素

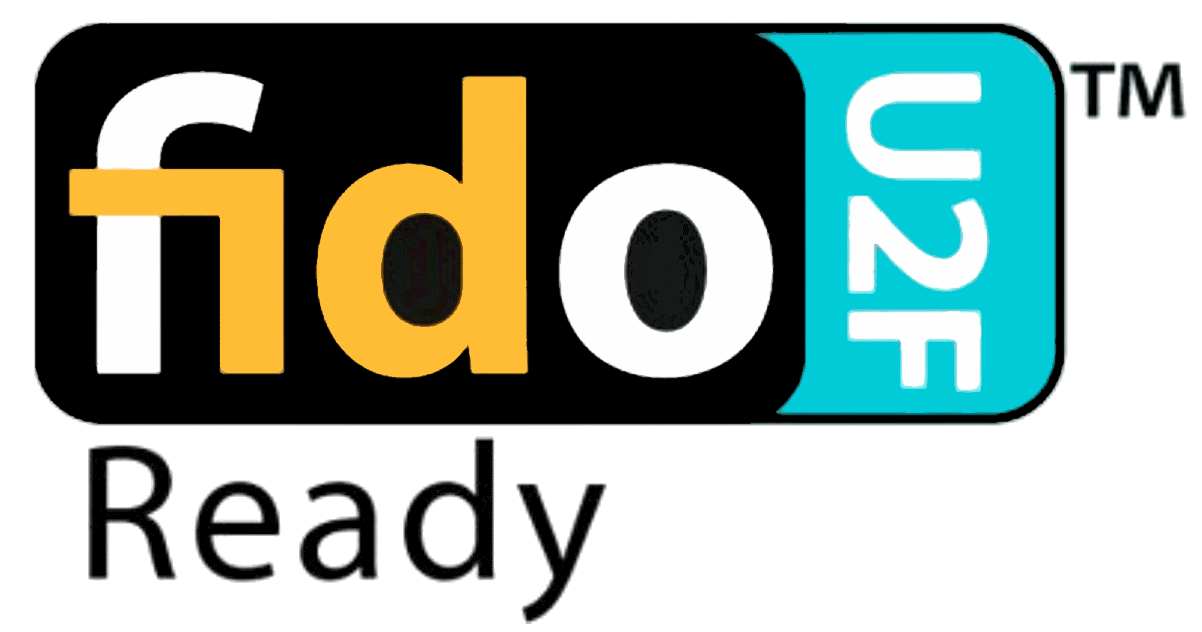
FIDO U2F标志

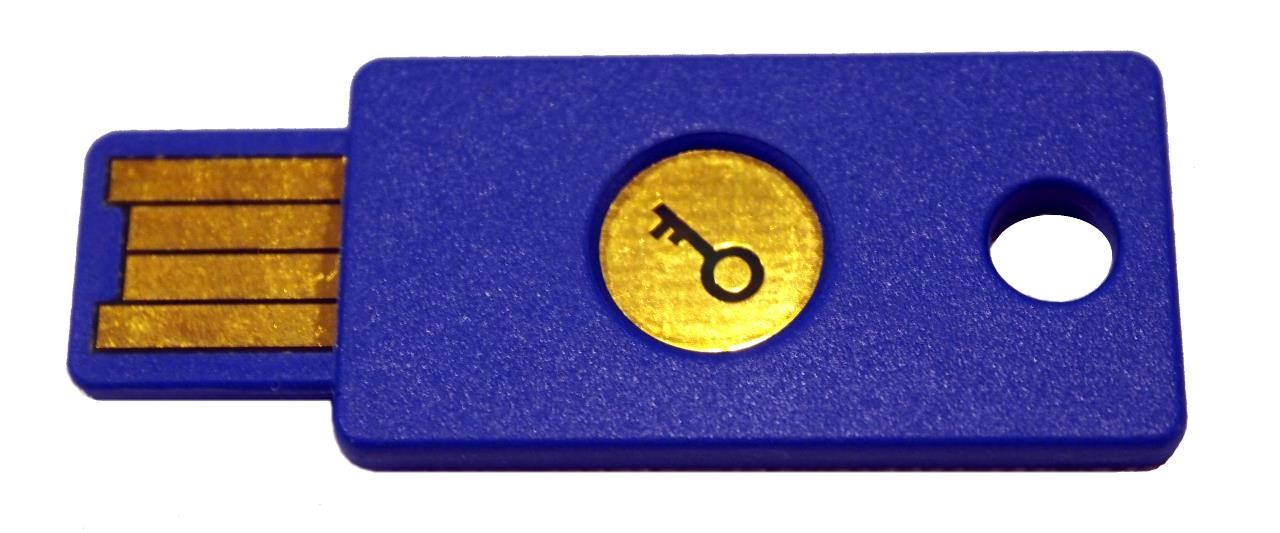
Yubico生产的U2F安全钥匙

通用第二因素（英語：Universal 2nd Factor，縮寫U2F）是一个开放认证标准，使用专门的USB或NFC设备来加强并简化双因素认证，基于在智能卡中使用的类似安全技术。它最初由Google和YubiKey开发，含有NXP的贡献，该标准目前由FIDO联盟运作管理。

## 支援

### 服務
U2F安全钥匙可作为一种额外的在线服务两步验证方式，Google、Dropbox、GitHub、Gitlab、Bitbucket、Nextcloud、Facebook等服务已提供支持。

### 用戶端
Google Chrome 38版和Opera 40版起支援U2F。微软计划在Windows 10和Edge浏览器中支持FIDO 2.0。Mozilla正在向Firefox增添支持，目前可以安裝附加元件方式支援，在Firefox 57以上版本則可設定瀏覽器原生支援。